# 六叶葎
六叶葎（学名：Galium asperuloides sp. hoffmeisteri）为茜草科拉拉藤属下的一个亚种。

## 扩展阅读
- 維基物種上的相關：六叶葎